# Paulhac, Haute-Loire

Paulhac este o comună în departamentul Haute-Loire, Franța. În 2009 avea o populație de 656 de locuitori.